# Priya Cooper
Pour les articles homonymes, voir Cooper.
Priya Naree Cooper, OAM (née le 2 octobre 1974) est une nageuse handisport australienne, qui a remporté neuf médailles d'or paralympiques. Elle concoure dans l'équipe australienne aux Jeux paralympiques d'été de 1992, 1996 et 2000 dans la catégorie S8. Elle est deux fois co-capitaine de l'équipe paralympique australienne, notamment lors des Jeux paralympiques de Sydney en 2000, et est porte-drapeau lors des cérémonies de clôture des Jeux de 1992 et de 1996. Cooper est atteinte de paralysie cérébrale et passe beaucoup de temps en fauteuil roulant. Après avoir mis fin à sa carrière, elle devient commentatrice et couvre les épreuves de natation des Jeux du Commonwealth de 2002. 

## Jeunesse

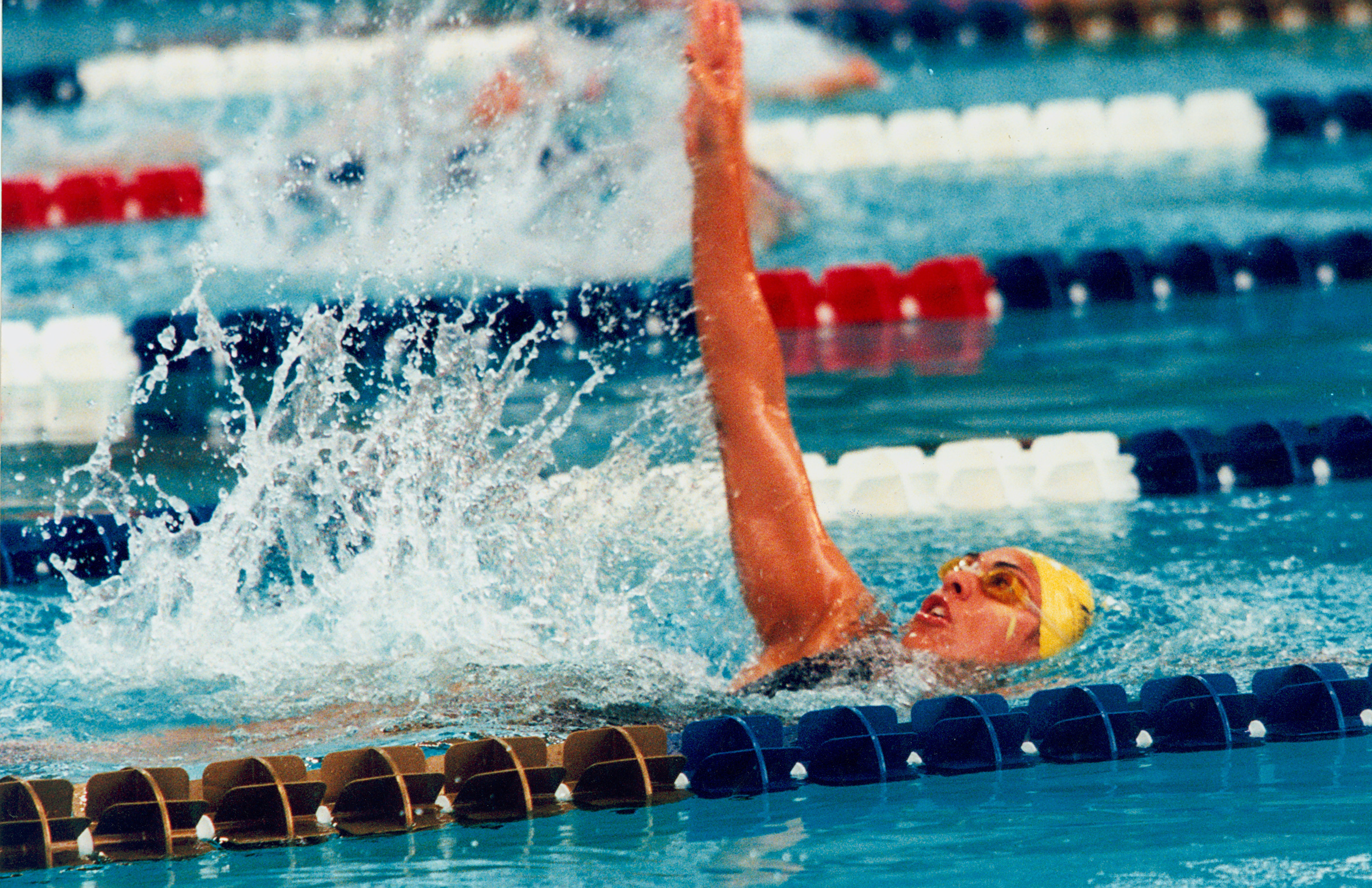
Priya Cooper aux Jeux paralympiques d'Atlanta de 1996.

Priya Naree Cooper est née le 2 octobre 1974 à Perth, en Australie occidentale. Elle est née avec une infirmité motrice cérébrale, et passe 75 % du temps en fauteuil roulant. Dans sa jeunesse, sa mère l'encourage à essayer plusieurs sports, notamment les claquettes et le ballet. 
Avec les encouragements de son père, Cooper commence à nager dans la piscine de son jardin à l'âge de six ans en portant de gros flotteurs jaunes. Elle débute alors la natation de compétition lors d'un carnaval scolaire où elle termine 6e du 50 m papillon de la division F. Elle découvre le handisport grâce à un de ses professeurs. Sa réaction initiale est de se demander si elle est « suffisamment handicapée » pour concourir dans cette catégorie. Elle fait sa première apparition en équipe nationale alors qu'elle est en douzième année (équivalent de la terminale en France) après avoir remporté douze médailles d'or lors d'une compétition nationale. À ce moment-là, Cooper a déjà commencé une formation sérieuse et se lève à 4 heures du matin pour s'entraîner. 

## Carrière sportive
Elle représente le Wheelchair Sports Western Australia aux Jeux nationaux en fauteuil roulant de 1991, remportant neuf médailles d’or. Elle a eu plusieurs entraîneurs au cours de sa carrière compétitive, dont Matthew Brown et Francis Ponta,. 

À l'âge de 17 ans, Cooper fait ses débuts aux Jeux paralympiques d'été de 1992 à Barcelone. Elle manque de ne pas pouvoir s'y rendre à cause des problèmes monétaires de la Fédération paralympique australienne mais cette dernière lance un appel d'urgence pour un financement public afin de couvrir les frais de transport de l'équipe. C'est donc un crowfunding qui leur permet de se rendre à Barcelone. Elle y remporte trois médailles d'or et deux d'argent et bat deux records du monde et trois records paralympiques. En 1993, elle reçoit une bourse de l'Australian Institute of Sport et reçoit leur aide financière jusqu'en 2000,. 

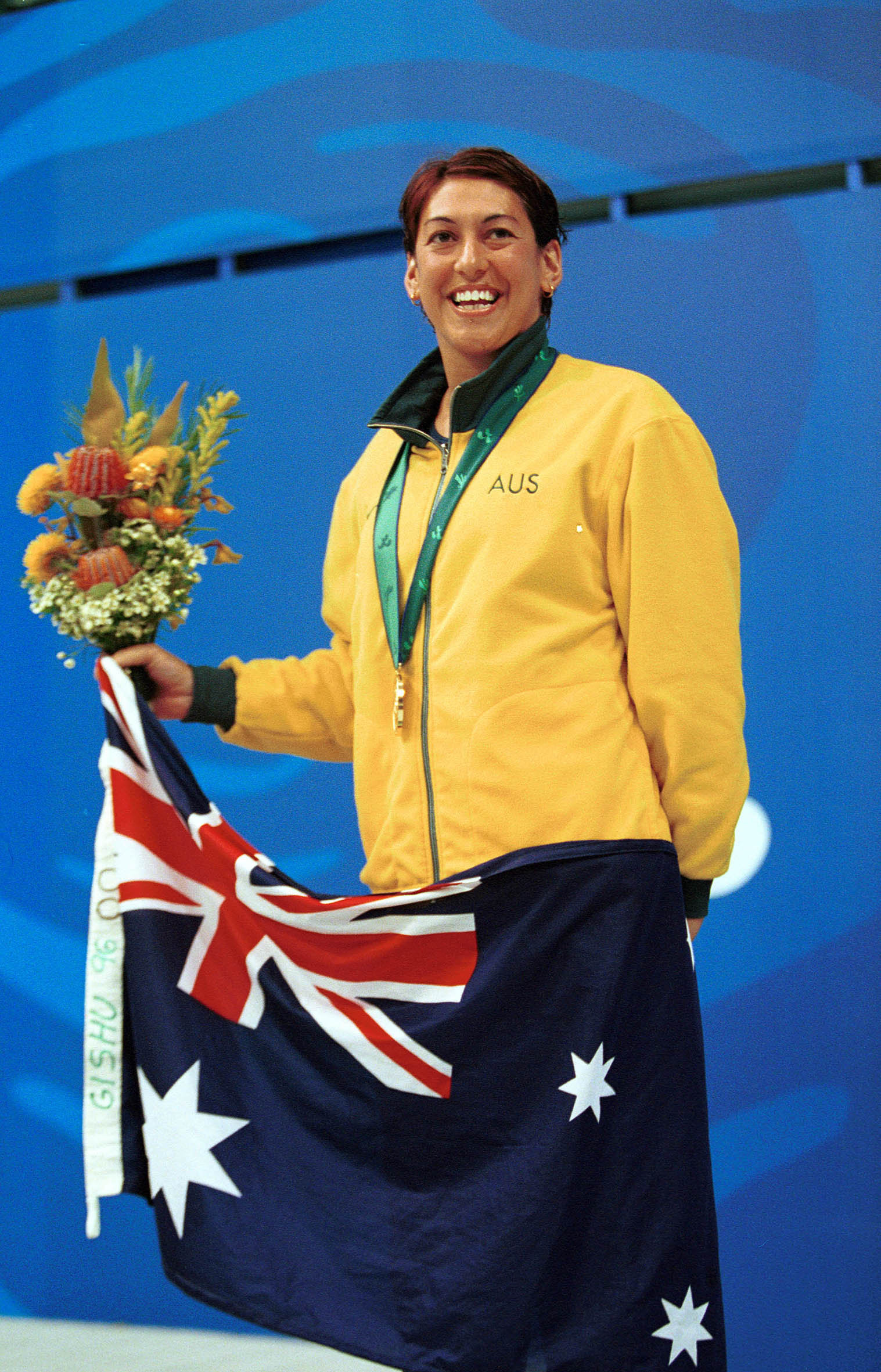
Cooper sur le podium du 400 m nage libre S8 aux Jeux paralympiques d’été de 2000.

Elle est co-capitaine de l'équipe australienne aux Jeux paralympiques d'été de 1996, où elle a participé à six épreuves individuelles et deux épreuves de relais dans la catégorie S8,, remportant cinq médailles d'or dont quatre individuel et une en équipe, une médaille d'argent et une médaille de bronze. Elle établit également ses records personnels en 100 m dos et au 100 m nage libre. Elle bat également le record du monde en 5 min 11 s 47, celui du 100 m dos en 1 min 23 s 13 et celui du 100 m nage libre en 1 min 12 s 8. 
En 1998, Cooper participe aux Championnats du monde de natation handisport à Christchurch, en Nouvelle-Zélande. Elle y établit un nouveau record du monde du 400 m nage libre et bat celui du 800 m nage libre en 10 min 40 s 3, soit trois secondes plus rapide que le précédent record de la catégorie. Elle remporte également la médaille d’or du 200 m quatre nages, à une demi-seconde de son record du monde. 
Cooper participe aux championnats du Queensland de 1998, parrainés par la Sporting Wheelies and Disabled Association, dans cinq épreuves de natation. Brad Thomas et elle sont invités à participer en tant qu'invités spéciaux. Pendant son séjour, Cooper anime également une clinique d’entraînement avec Thomas. 
En 1999, Cooper déménage à Sydney, lieu d'accueil des Jeux paralympiques d’été de 2000, pour se préparer. Sa famille reste à Perth et le déménagement lui nécessite une période d'adaptation. Elle contribue à la réalisation de plusieurs vidéos pédagogiques du comité d'organisation des Jeux Olympiques à Sydney (SOCOG) pour aider à former des volontaires pour les Jeux. En prévision des Jeux paralympiques de 2000, le Comité paralympique australien créé un CD pour faciliter la collecte de fonds. Elle y participe en choisissant la chanson Ashes de The Superjesus et en la chantant sur scène lors du lancement du CD. 

Lors de ces derniers Jeux paralympiques en 2000, elle est la co-capitaine de l’équipe paralympique australienne. À l'approche des Jeux, elle craint de ne pas pouvoir participer à une compétition à cause d'une blessure à l'épaule. Elle est surprise lors du lancement des Jeux paralympiques de voir à quel point les Australiens et les visiteurs internationaux viennent nombreux assister aux compétitions. Elle remporte l'or au 400 m nage libre et trois médailles de bronze au 100 m nage libre, au 4 × 100 m nage libre et 4 × 100 m quatre nages. Après les Jeux, Cooper estime que leur impact sur la société aura une longue important en termes d'images concernant les personnes handicapées dans tout le pays et pour aider à l'amélioration de leur intégration en tant que membres de la société australienne. Elle estime également que les Jeux contribuent à accroître le nombre de spectateurs des sports paralympiques dans tout le pays. 

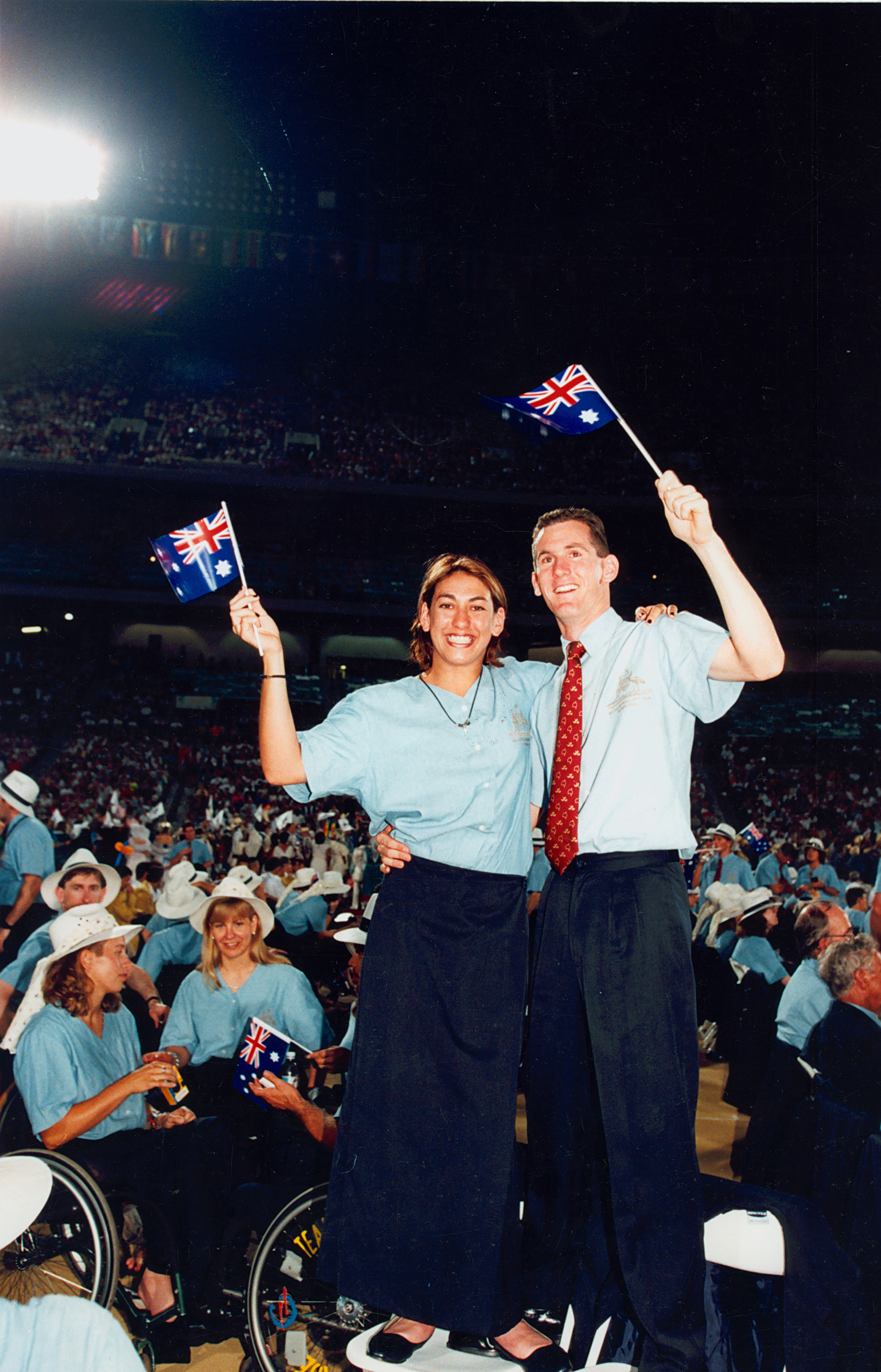
Cooper avec un coéquipier lors de la cérémonie d'ouverture des Jeux paralympiques d'Atlanta de 1996

Malgré son amour de l'eau, Cooper a peur de nager dans l'océan. Pour surmonter cette peur, elle participe aux 20 km eau libre de 2002 du Rottnest Channel Swim en Australie occidentale.

## Distinctions
- 1992 et 1996 : Porte-drapeau de l'Australie lors des cérémonies de clôtures des Jeux paralympiques[3].
- 1993 : Ordre d'Australie[3]
- 1995 : Paralympienne de l'année[3],[28]
- 1998 : Dairy Farmers Sporting Chance award en natation[29]
- 1998 : médaille John Curtin de l'Université Curtin[18]
- 1999 : prix du mérite APC[30]
- 1999 : Jeune Sportive Australienne de l'année[23]
- 2000 : Médaille australienne des Sports[31]
- 2006 : intronisée au Temple des champions de l’Australie occidentale[32]
- 2008 : intronisée au Temple de la renommée de la natation d'Australie occidentale[33]
- 2015 : intronisée au Temple de la renommée du sport en Australie[34]. Elle est la quatrième sportive handisport à y entrer.

Cooper est choisie pour ouvrir officiellement le stade de l'Université Curtin en 2009. Elle assiste aussi aux célébrations du dixième anniversaire des Jeux olympiques et paralympiques de Sydney qui se sont déroulées au parc olympique de Sydney en 2010. 

## Vie privée
Cooper étudie à l'Université Curtin, où elle obtient un diplôme en promotion de la santé et en médias,. Elle est également conférencière et assisté à des événements pour parler du handicap. Cooper a un poste de bénévole où elle travaille comme scénariste pour une station de radio à Perth. 
À l'âge de 27 ans, Cooper devient commentatrice télé pour les Jeux du Commonwealth de 2002, couvrant les épreuves de natation. Elle est aussi ambassadrice du programme Thérapie et est membre du Conseil des personnes handicapées et des aidants. Elle participe activement à la collecte de fonds pour plusieurs œuvres de bienfaisance et participe à l'événement Great Pram Push qui s'est tenu à East Fremantle, en Australie occidentale, afin de collecter des fonds pour la Fondation Starlight pour les enfants et la Fondation de recherche pour la leucémie et le cancer pour les enfants. 
Cooper est mariée au nageur paralympique Rodney Bonsack et a deux enfants,. Bonsack a eu les deux jambes sectionnées au-dessus des genoux lors d'un accident d'avion en 1987. 